# Амистад (корабль)

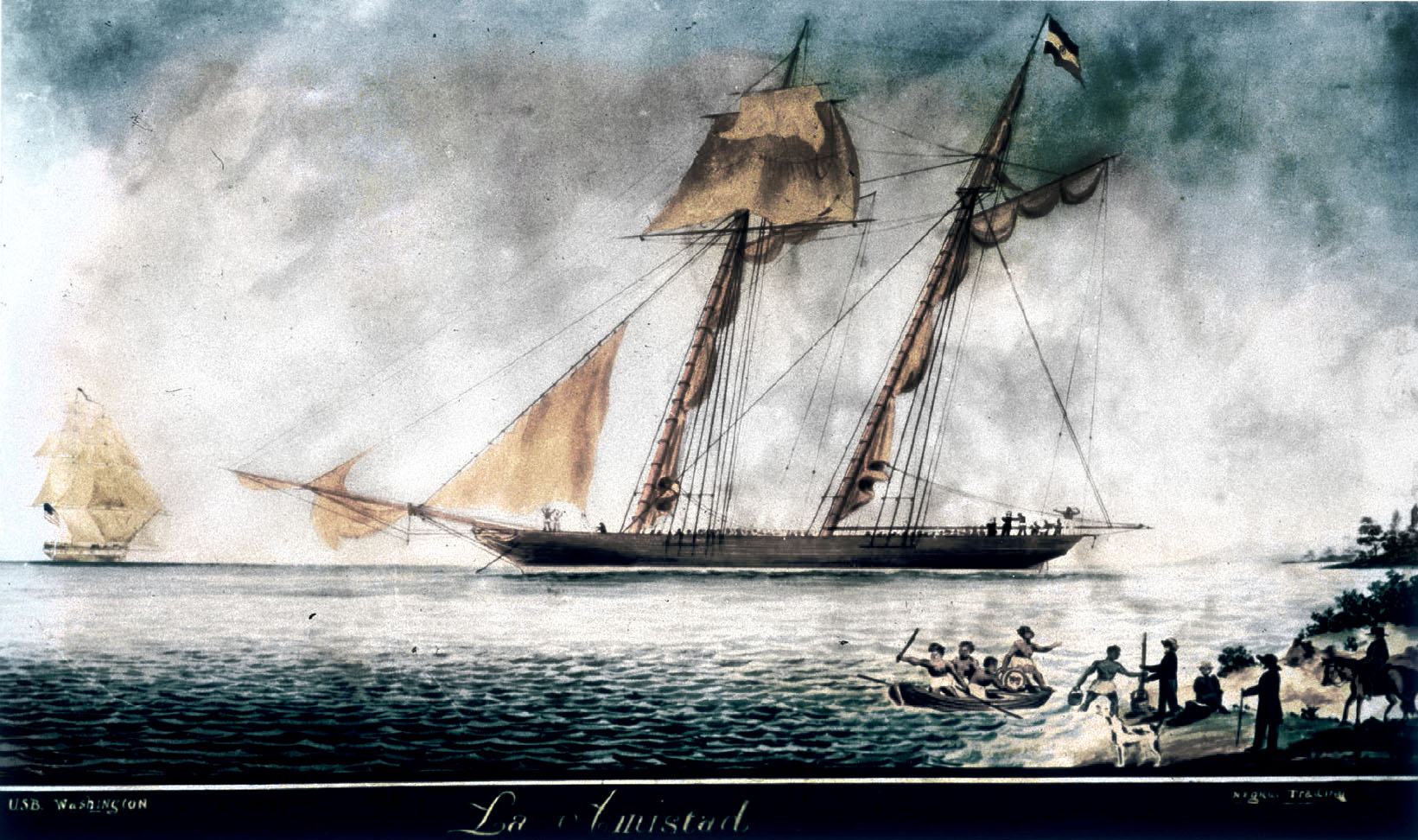
«Ла-Амистад».

«Ла-Амистад» (исп. La Amistad — «Дружба») — построенная в США двухмачтовая шхуна, которая в 1830-е годы принадлежала испанцу с Кубы (тогда испанской колонии) и использовалась для перевозки сахарного тростника между Гаваной и островом Гуанаха (Гондурас).
Летом 1839 года на «Амистаде» перевозили из Гаваны в Пуэрто-Принсипе 53 купленных чернокожих рабов для работы на сахарных плантациях.

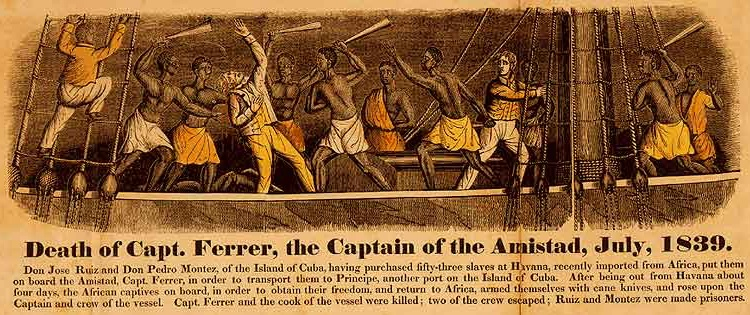
Гравюра 1840 года, изображающая бунт на «Амистаде»

1—2 июля 1839 года на судне произошло восстание. Рабы во главе с Сенгбе Пье нашли на судне инструменты, которыми перепилили свои цепи. Затем они вооружились найденными мачете и перебили почти всю команду, оставив в живых только двух моряков, которым приказали повернуть шхуну в сторону родной Африки, но те привели судно в США, к городку Монток на острове Лонг-Айленд, штат Нью-Йорк. Там американские власти взяли негров под стражу и их отправили в Коннектикут, чтобы продать как рабов.
Затем начался сложный судебный процесс. Местный суд отказался рассматривать дело по обвинению негров в мятеже и убийстве, указав, что все их действия были совершены вне территории США. На сторону мятежников встало набиравшее силу на севере США движение аболиционистов, их защитником на суде стал бывший президент США Джон Куинси Адамс. Федеральное правительство США требовало вернуть негров на Кубу. Но выяснилось, что рабы были африканцами, незаконно привезенными на Кубу (вывоз рабов из Африки, в отличие от торговли теми, кто уже являлся невольниками в испанских владениях, а также в южных штатах США, был незаконным). Дело дошло до Верховного суда США, который в 1841 году постановил, что негры были незаконно похищены и их надлежит вернуть в Африку. Это решение считается важной вехой в истории аболиционизма. В 1842 году 35 оставшихся в живых к тому времени негров вернулись в Африку.
«Амистад» перешёл в руки ВМС США и был продан судебными приставами купцу из Род-Айленда, который переименовал его в «Ион». В 1844 году его приобрели французы с Гваделупы. Дальнейшая судьба судна неизвестна.
Современная копия «Амистада», построенная в 1998—2000 годах, находится в экспозиции музея Америки и моря в штате Коннектикут.
Событиям на борту «Амистада» посвящён фильм Стивена Спилберга «Амистад» (1997).